# 130 aC
El 130 aC va ser un any del calendari romà prejulià. Durant la República i l'Imperi Romà es coneixia com l'Any del Consolat de Lèntul i Perpenna o també any 624 Ab urbe condita o de la fundació de la ciutat). L'ús del nom «130 aC» per referir-se a aquest any es remunta a l'alta edat mitjana, quan el sistema Anno Domini va ser el mètode de numeració dels anys més comú a Europa.

## Esdeveniments

### Imperi Selèucida
- El rei selèucida Antíoc VII Sidetes derrota els parts a la riba del Zab i recupera Mesopotàmia, Babilònia i Mèdia.[2]
- Laodicea Nisa, reina consort i regent de Capadòcia, viuda del rei Ariarates V, mata els seus cinc fills més grans i proclama al sisè, Ariarates VI, Rei de Capadòcia.[3]

### Antiga Roma
- Luci Corneli Lèntul i Marc Perpenna són elegits cònsols. A la mort de Lèntul durant el seu mandat s'elegeix cònsol sufecte a Gai Claudi Pulcre.[4]
- Claudi Pulcre porta al senat romà un informe sobre l'agitació promoguda per Gai Papiri Carbó.[5]

### Província romana d'Àsia
- Marc Perpenna és enviat a Àsia, al Regne de Pèrgam, per lluitar contra Aristònic, que havia derrotat a un dels cònsols de l'any anterior (131 aC), Publi Licini Cras Dives Mucià. Perpenna derrota a Aristònic en la primera batalla, i tot seguit assetja Estratonicea, on Aristònic havia fugit. La ciutat es rendeix per la fam i el pretendent cau en mans del cònsol.[6][7]

## Naixements
- Roma: Quint Cecili Metel Pius, magistrat romà.[8]

## Necrològiques
- Tàrent: Marc Pacuvi, poeta tràgic.[9]
- Ptolemeu de Commagena, príncep arsàcida.[10]
- Ariarates V, rei de Capadòcia.[11]
- Ptolemeu Memfita, fill de Ptolemeu VIII Evèrgeta II i de sa germana Cleòpatra II. Diodor de Sicília diu[12] que Ptolemeu VIII va fer desmembrar el cos del seu fill i el va enviar en una cistella a la seva mare a Alexandria, per acabar amb les pretensions de Cleòpatra II.